# Salmeroncillos
Salmeroncillos – gmina w Hiszpanii, w prowincji Cuenca, w Kastylii-La Mancha, o powierzchni 20,68 km². W 2011 roku gmina liczyła 149 mieszkańców.